# 第87回凱旋門賞
第87回凱旋門賞（だい87かいがいせんもんしょう）は、2008年10月5日にロンシャン競馬場の芝2400メートルで行われた競馬の競走である。

## レース概要
ワールドレーシング・チャンピオンシップ第7戦に指定されているが、2008年は同シリーズが休止されている。
今回から凱旋門賞ウィークエンドのスポンサーがカタール・レーシング・アンドエクエストリアンクラブとなったことにより、2007年（第86回）の総額賞金の2倍にあたる400万ユーロが総額賞金となった。これによりドバイワールドカップに次ぐ総額賞金の高い競走となり、芝の競走ではジャパンカップを上回り世界一総額賞金の高い競走になった。

## レース施行前の状況

### 主な前哨戦の結果
| 施行日  | レース名                           | 格 | 着順 | 競走馬名         |
| ------- | ---------------------------------- | -- | ---- | ---------------- |
| 9月7日  | アイリッシュチャンピオンステークス | G1 | 1着  | ニューアプローチ |
| 9月7日  | バーデン大賞                       | G1 | 1着  | カムジン         |
| 9月14日 | ヴェルメイユ賞                     | G1 | 1着  | ザルカヴァ       |
| 9月14日 | フォワ賞                           | G2 | 1着  | ザンベジサン     |
| 9月14日 | ニエル賞                           | G2 | 1着  | ヴィジョンデタ   |

### 各馬の状況
フランスからは、無敗でフランス牝馬三冠競走を制し、施行時点でのレーティングは124ポンドで牝馬トップとなる世界第8位のザルカヴァ、ジョッケクルブ賞やステップレースであるニエル賞を制したヴィジョンデタなど5頭が出走した。
イギリスからは、本年のサンクルー大賞を制しキングジョージ6世&クイーンエリザベスステークスで3着となったユームザイン、キングジョージ6世&クイーンエリザベスステークス2着のペイパルブルなど4頭が出走した。
アイルランドからは、エイダン・オブライエン厩舎所属のソルジャーオブフォーチュン、デュークオブマーマレード、ペースメーカー役としてレッドロックキャニオンの3頭が出走した。当初はアイリッシュチャンピオンステークスなどを制したニューアプローチも出走を視野に入れていたが、チャンピオンステークスに向かうために回避している。
ドイツからは、本年のドイチェスダービーを制したカムジンなど2頭が出走した。
イタリアからは、本年のデルビーイタリアーノを制したチマデトリオンフ1頭が出走した。
日本からは、クリスタルウイング、メイショウサムソン、ロックドゥカンブの3頭が第1回登録を行い、その後10万ユーロ（約1680万円）の追加登録料を支払ってアドマイヤジュピタが追加登録することを検討したが、クリスタルウイングは菊花賞へ向かうことを理由に、ロックドゥカンブは競走馬登録を抹消して引退したことを理由に、アドマイヤジュピタは放牧中の怪我により前哨戦に間に合わないことからそれぞれ回避を表明し、最終的にはメイショウサムソンのみが出走することになった。日本調教馬の出走は2006年（第85回）以来2年ぶりとなった。
10月2日には最終登録馬17頭が発表され、翌3日にソングオブハイアワサが回避し、最終的に16頭で施行されることと枠順が発表された。
レース前日には雨が降り、極端な道悪になればザルカヴァやデュークオブマーマレード陣営は出走取消も視野に入れていた。

## 条件
- 発走：16時40分（日本時間23時40分）
- 賞金総額：400万ユーロ（1着賞金228万5600ユーロ）
- 出走条件：3歳以上牡牝
- 天候：小雨
- 馬場硬度：3.3（Bon Souple、稍重馬場）

## 出走馬と枠順
| 馬番 | ゲート番 | 競走馬名                            | 競走馬名                                      | 性齢 | 斤量 | 騎手             | 調教師                   |
| 馬番 | ゲート番 | 調教国                              | 日本語表記 英字表記                           | 性齢 | 斤量 | 騎手             | 調教師                   |
| ---- | -------- | ----------------------------------- | --------------------------------------------- | ---- | ---- | ---------------- | ------------------------ |
| 1    | 16       | イギリスの旗                        | ユームザイン Youmzain                         | 牡5  | 59.5 | R.ヒルズ         | M.シャノン               |
| 2    | 11       | フランスの旗                        | ザンベジサン Zambezi Sun                      | 牡4  | 59.5 | S.パスキエ       | P.バリー                 |
| 3    | 15       | イギリスの旗                        | アスク Ask                                    | 牡5  | 59.5 | R.ムーア         | M.スタウト               |
| 4    | 10       | イギリスの旗 · アラブ首長国連邦の旗 | スキャパレリ Schiaparelli                     | 牡5  | 59.5 | L.デットーリ     | S.ビン・スルール         |
| 5    | 4        | 日本の旗                            | メイショウサムソン Meisho Samson              | 牡5  | 59.5 | 武豊             | 高橋成忠                 |
| 6    | 9        | アイルランドの旗                    | ソルジャーオブフォーチュン Soldier Of Fortune | 牡4  | 59.5 | J.ヘファナン     | A.オブライエン           |
| 7    | 14       | アイルランドの旗                    | デュークオブマーマレード Duke Of Marmalade    | 牡4  | 59.5 | J.ムルタ         | A.オブライエン           |
| 8    | 5        | イギリスの旗                        | ペイパルブル Papal Bull                       | 牡5  | 59.5 | J.フォーチュン   | M.スタウト               |
| 9    | 2        | ドイツの旗                          | イッツジーノ It's Gino                        | 牡5  | 59.5 | T.テュリエ       | P.ヴォヴチェンコ         |
| 10   | 13       | アイルランドの旗                    | レッドロックキャニオン Red Rock Canyon        | 牡4  | 59.5 | C.オドノヒュー   | A.オブライエン           |
| 11   | 7        | フランスの旗                        | ゲッタウェイ Getaway                          | 牡5  | 59.5 | O.ペリエ         | A.ファーブル             |
| 12   | 8        | フランスの旗                        | ヴィジョンデタ Vision d'Etat                  | 牡3  | 56   | I.メンディザバル | E.リボー                 |
| 13   | 12       | ドイツの旗                          | カムジン Kamsin                               | 牡3  | 56   | J.ヴィクトワール | P.シールゲン             |
| 14   | 6        | フランスの旗                        | ブルーブレジル Blue Bresil                    | 牡3  | 56   | W.モンジル       | L.ラリガッド             |
| 15   | 16       | イタリアの旗                        | チマデトリオンフ Cima De Triomphe             | 牡3  | 56   | D.バルジュー     | B.グリゼッティ           |
| 16   | 1        | フランスの旗                        | ザルカヴァ Zarkava                            | 牝3  | 54.5 | C.スミヨン       | A.ド・ロワイエ＝デュプレ |

## レース結果

### レース展開
スタート後はペースメーカー役のレッドロックキャニオンが逃げ、他は馬群となりスキャパレリやザンベジサンが先行し、最後尾のゲッタウェイまで大きく途切れず縦長の展開となった。
フォルスストレートを過ぎるまでは大きな順位の変動は無く、フォルスストレートを終え最後の直線付近で逃げていたレッドロックキャニオンが力尽き、スキャパレリが一時先頭に立つが残り350メートル付近でイッツジーノとソルジャーオブフォーチュンが激しい先頭争いをみせたが、残り200メートル付近で後方から伸びてきたザルカヴァが2頭を交わし、そのまま優勝した。
日本のメイショウサムソンはスタートで後手を踏んだもののすぐさま前方へ進出。しかし、直後に進路をふさがれ馬が頭を上げるほどの不利を受けて後方へ後退し、道中の位置取りは後方から4頭目で、結局ザルカヴァの直後を追走する形となった。最後の直線では内側に位置取り、間を割って伸びかけたところに、玉突き事故のようにザルカヴァにはじかれてよれてきた馬と接触しこれが響いてか伸びきれずに10着という結果に終わった。

### レース着順
| 着順 | 馬番 | ゲート番 | 競走馬名                   | タイム及び着差 |
| ---- | ---- | -------- | -------------------------- | -------------- |
| 1    | 16   | 1        | ザルカヴァ                 | 2:28.80        |
| 2    | 1    | 3        | ユームザイン               | 2馬身          |
| 3    | 6    | 9        | ソルジャーオブフォーチュン | 1/2（同着）    |
| 3    | 9    | 2        | イッツジーノ               | 1/2（同着）    |
| 5    | 12   | 8        | ヴィジョンデタ             | 1馬身          |
| 6    | 3    | 15       | アスク                     | クビ           |
| 7    | 7    | 14       | デュークオブマーマレード   | アタマ         |
| 8    | 11   | 7        | ゲッタウェイ               | 1馬身          |
| 9    | 15   | 16       | チマデトリオンフ           | 1馬身          |
| 10   | 5    | 4        | メイショウサムソン         | 短アタマ       |
| 11   | 13   | 12       | カムジン                   | 2馬身1/2       |
| 12   | 8    | 5        | ペイパルブル               | 1馬身1/2       |
| 13   | 4    | 10       | スキャパレリ               | 4馬身          |
| 14   | 14   | 6        | ブルーブレジル             | 3馬身          |
| 15   | 2    | 11       | ザンベジサン               | 10馬身         |
| 16   | 10   | 13       | レッドロックキャニオン     | 大差           |

## レース後
- 優勝馬のザルカヴァは、3歳牝馬としては1982年のアキイダ以来26年ぶり、牝馬としては1993年のアーバンシー以来15年ぶりに凱旋門賞を制した馬となった。
- 優勝騎手のクリストフ・スミヨンと優勝調教師のアラン・ド・ロワイエ＝デュプレは、ともにダラカニで制した2003年以来5年ぶり2度目の凱旋門賞制覇となった。
- 優勝馬のザルカヴァはレース後の10月13日に競走馬を引退することが発表された。
- 3着同着とされたイッツジーノのドイツ人調教師パヴェル・ヴォヴチェンコ（Pavel Vovcenko）が、ロンシャン競馬場の決勝審判委員が下した同着の判定に不服申し立てをすると述べた。[1]

## その他
- 日本国内ではグリーンチャンネルと地上波では関西テレビが唯一の放送を行った。関西テレビは「DREAM競馬スペシャル第87回凱旋門賞完全中継~メイショウサムソン世界最高峰への挑戦」と題して放送し、実況は馬場鉄志、解説は岡部幸雄、現地レポーターは杉本清がそれぞれ務めた。
- メイショウサムソンの馬主である松本好雄は、レース当日に約50人の応援団を結成し観戦していた。
- 当日の観衆は約5万人だった。
- コルム・オドノヒューとジョニー・ムルタは英国競馬統括機構より騎乗停止処分を受け、凱旋門賞施行日の10月5日は騎乗停止日に該当したが、同日はイギリスでの競馬開催がないために騎乗停止処分の適用外となり、凱旋門賞へ騎乗することができた。